# Haben Sie Hitler gesehen?
Haben Sie Hitler gesehen? ist ein 1973 von Walter Kempowski herausgegebenes Befragungsbuch, in dem der Autor Äußerungen von 230 „Bundesbürgern“ zu der Frage, ob sie Hitler gesehen haben, zusammengetragen hat. Es handelt sich um den dritten Band seines Werks Deutsche Chronik.

## Inhalt
Ende der 1950er Jahre begann Walter Kempowski, seine Verwandten nach ihren Erinnerungen an Kindheit, Jugend und die Zeit des Dritten Reichs zu befragen. Sorgfältig notierte der angehende Schriftsteller alles in seinen Notizbüchern und Zettelkästen als Grundstock für sein Romanprojekt der Deutschen Chronik, das ihn berühmt machte. Parallel dazu fing er an, Nachbarn, Bekannten und Passanten die Frage zu stellen: „Haben Sie Hitler gesehen?“ 

„Kempowski betrat mit dieser systematischen Befragung Neuland und brach damit im Wirtschaftswunderland Deutschland ein Tabu. Denn Vergessen und Verdrängen war das Gebot der Stunde.“

Kempowski selbst schreibt in einer „Editorischen Notiz“, die er dem Band voranstellt:
„‚Haben Sie Hitler gesehen?‘ – diese Frage legte ich etwa 500 Bundesbürgern vor, Freunden, Verwandten, Kollegen, Museumswärtern, Kaufleuten und Rentnern. Anfangs stellte ich die Frage lediglich, um Hintergrundmaterial für meinen Roman Tadellöser & Wolff zu gewinnen. Dann merkte ich, daß die Antworten von allgemeinem Interesse sein könnten.
Von ca. 300 Auskünften die ich bekam, habe ich für die vorliegende Publikation 230 ausgewählt. Die restlichen 70 waren Doubletten. Nur in Einzelfällen wurde mir eine Auskunft verweigert.

Geordnet wurden die einzelnen Aussagen so, daß sie Hitlers Auftritte chronologisch projizieren.“

## Gliederung

### Aussagen der Befragten
Der Autor fasst die Äußerungen der Befragten auf 90 Seiten in folgenden Abschnitten zusammen:
- Nein, Hitler hab ich nicht gesehen
- Ja, und zwar vor 33
- Ja. Bei der Machtergreifung
- Als die Röhm-Sache war
- Wenn die Chaplinfilme eher gelaufen wären ...
- Wie er so typisch grüßte
- Das Fluidum wirkte
- Königen gleichgestellt
- Man muß ihn doch mal sehn
- Das sind immer noch Erinnerungen
- Nach der Österreich-Geschichte
- Ist das der liebe Gott?
- Das hat ja Hunderte von Milliarden gekostet

### Nachwort
Sebastian Haffner schrieb ein langes (18 Seiten) Nachwort, das für sich selbst einen Blick auf das Verhältnis der Deutschen zum Nationalsozialismus darstellt.

Auszug:
„Wenn man die Leute auf den Kopf zu nach ihrer Meinung über Hitler fragt – der damaligen und der jetzigen –, wird wohl auch heute noch ziemlich geschwindelt. Die Generation, die Hitler erlebt hat – ganz egal, wie sie ihn erlebt hat –, hat nachher von diesem Erlebnis nicht mehr sprechen mögen. Sie hat nichts davon an ihre Kinder weitergegeben und insofern ist die blanke Ignoranz und Uninteressiertheit der Jüngeren das Werk der Älteren.“
Sebastian Haffner, 1973

## Rezeption
„Als ‚Bauchredner der Nation‘ wurde der Autor 1973 in der ZEIT für seine Zitate-Sammlung tituliert. Das war durchaus anerkennend gemeint. Kaum je zuvor war das Wesen des Nationalsozialismus besser fassbar geworden.“

## Buchausgaben
Haben Sie Hitler gesehen? Deutsche Antworten. Nachwort von Sebastian Haffner.
- München 1973: Hanser (Reihe Hanser Nr. 113). 118 Seiten. ISBN 978-3-446-11708-2 (Der Preis dieser kartonierten Erstausgabe bei Hanser betrug 6,80 DM.)
- Hamburg 1979: Knaus. 118 Seiten. ISBN 978-3-8135-8588-9
- München 1989: Goldmann (Goldmann Taschenbücher Nr. 9594). 117 Seiten. ISBN 978-3-442-09594-0

Weitere Ausgaben im Gesamtwerk der Deutschen Chronik bei btb.
Bei Knaus 2012 auch als Doppelband mit Haben Sie davon gewußt? erschienen; so auch als E-Book der Random House Verlagsgruppe.

## Hörspiel
1973 veröffentlichte Kempowski das Ergebnis seiner Befragung auch als Hörspiel.
Mitwirkende (Auswahl): Rudolf Jürgen Bartsch, Gerhard Becker, Ursula Burg, Heinz von Cleve,
Addi Furler, Ernst Grabbe, Walter Jokisch, Karl-Heinz Kreienbaum, Günter Lamprecht, Kurt Lieck, Carla Neizel, Christa Wehling.
Komposition: Werner Haentjes
Bearbeitung und Regie: Hans Gerd Krogmann
Eine Produktion des WDR aus dem Jahr 1973. Länge: 44 Minuten.